# Leopold Van Hamme
Leopold Van Hamme (26 september 1949) is een Belgische voormalige atleet, die gespecialiseerd was in het hink-stap-springen. Hij veroverde twee Belgische titels.

## Biografie
Van Hamme veroverde in 1970 en 1971 twee opeenvolgende Belgische titels in het hink-stap-springen. Hij is aangesloten bij Racing Club Gent Atletiek. Na zijn actieve carrière werd hij coach en lesgever aan de Topsportschool.

## Belgische kampioenschappen
| Onderdeel          | Jaar       |
| ------------------ | ---------- |
| hink-stap-springen | 1970, 1971 |

## Persoonlijk record
| Onderdeel          | Prestatie | Datum           | Plaats  |
| ------------------ | --------- | --------------- | ------- |
| hink-stap-springen | 15,06 m   | 1 augustus 1971 | Brussel |

## Palmares
hink-stap-springen
- 1970:  BK AC – 14,05 m
- 1971:  BK AC – 15,06 m
- 1972:  BK AC – 15,00 m